# Titularbistum Hierapolis in Isauria
Hierapolis in Isauria  ist ein Titularbistum der römisch-katholischen Kirche in Kleinasien, heute Türkei.
| Titularbischöfe von Hierapolis in Isauria |                                           | |                    |                    |
| Nr.                                       | Name                                      | Amt                                                                                                  | von                | bis                |
| 1                                         | Ulrich Aumayer OFM                        | Weihbischof in Regensburg (Deutschland)                                                              | 24, Juli 1456      | 2. Juli 1468       |
| 2                                         | Johann Ludovici CRSA                      | Weihbischof in Regensburg (Deutschland)                                                              | 3. August 1468     | 10. November 1480  |
| 3                                         | Johann Schlecht OSA                       | Weihbischof in Passau (Deutschland)                                                                  | 10. September 1481 | 31. Juli 1500      |
| 4                                         | Peter Krafft                              | Weihbischof in Regensburg (Deutschland)                                                              | 27. Januar 1501    | 16. März 1530      |
| 5                                         | Johann Kluspeck CRSA                      | Weihbischof in Regensburg (Deutschland)                                                              | 18. Dezember 1531  | 18. Februar 1545   |
| 6                                         | Johann Zolner                             | Weihbischof in Regensburg (Deutschland)                                                              | 17. Dezember 1546  | 19. August 1549    |
| 7                                         | Johann Konrad von Gemmingen               | Koadjutorbischof von Eichstätt (Deutschland)                                                         | 28. Februar 1594   | 2. April 1595      |
| 8                                         | Adam Adami OSB                            | Weihbischof in Hildesheim (Deutschland)                                                              | 16. Dezember 1652  | 19. Februar 1663   |
| 9                                         | Marcantonio Oddi                          | | 6. März 1656       | 23. Juni 1659      |
| 10                                        | Giuseppe Maria Sebastiani OCD             | | 14. Dezember 1659  | 22. August 1667    |
| 11                                        | Custódio de Pinho                         | Apostolischer Vikar von Idalcan, Golcondae und Groß Mogul / Apostolischer Vikar von Malabar (Indien) | 14. Januar 1669    | 14. April 1697     |
| 12                                        | Konstanty Józef Zieliński                 | Weihbischof in Gnesen (Polen)                                                                        | 30. August 1694    | 30. März 1700      |
| 13                                        | Vitus Seipel                              | Weihbischof in Prag (Tschechien)                                                                     | 3. Januar 1701     | 9. März 1711       |
| 14                                        | Karol Piotr Pancerzyński                  | Weihbischof in Vilnius (Litauen)                                                                     | 5. Oktober 1712    | 24. September 1721 |
| 15                                        | Joseph-Alphonse de Valbelle de Tourves    | Koadjutorbischof von Saint-Omer (Frankreich)                                                         | 6. Juli 1722       | 17. November 1727  |
| 16                                        | Francis Joseph Nicholson OCD              | Koadjutorbischof von Korfu (Griechenland)                                                            | 12. Mai 1846       | Mai 1852           |
| 17                                        | François-Marie-Henri-Agathon Pellerin MEP | Apostolischer Vikar von Northern Cochin (Vietnam)                                                    | 27. August 1852    | 13. September 1862 |
| 18                                        | Louis-Jean Dechelette                     | Weihbischof in Lyon (Frankreich)                                                                     | 21. Februar 1906   | 7. Februar 1913    |
| 19                                        | Dominic Ignatius Ekandem                  | Weihbischof in Calabar (Nigeria)                                                                     | 7. August 1953     | 1. März 1963       |
| 20                                        | José Alberto Lopes de Castro Pinto        | Weihbischof in São Sebastião do Rio de Janeiro (Brasilien)                                           | 25. Februar 1964   | 16. Januar 1976    |